# Élection présidentielle sud-coréenne de 2025
L'élection présidentielle sud-coréenne de 2025 a lieu le 3 juin 2025, afin d'élire le président de la république de Corée pour un mandat non renouvelable de cinq ans.
Initialement prévue pour l'année 2027, elle est organisée de manière anticipée à la suite de la destitution par la Cour constitutionnelle du président Yoon Suk-yeol le 4 avril après sa suspension en décembre 2024 pour avoir instauré la loi martiale dans le pays.
L'élection de 2025 marque le neuvième scrutin présidentiel depuis la démocratisation et l'établissement de la Sixième République. Elle est également la deuxième élection anticipée à la suite de la destitution d'un président — après celle de Park Geun-hye en 2017 — tous deux étant des membres du parti Pouvoir au peuple, et la première à se dérouler une année différente de celle initialement prévue.
Favori des sondages, Lee Jae-myung du Parti démocrate, ancien candidat à la précédente élection de 2022, remporte le scrutin avec 49,42 % des voix face à son principal adversaire Kim Moon-soo de Pouvoir au peuple. Du fait du caractère anticipé de son élection, Lee Jae-myung est investi dans la fonction de président de la République dès le lendemain du scrutin.

## Contexte

### Élection présidentielle de 2022

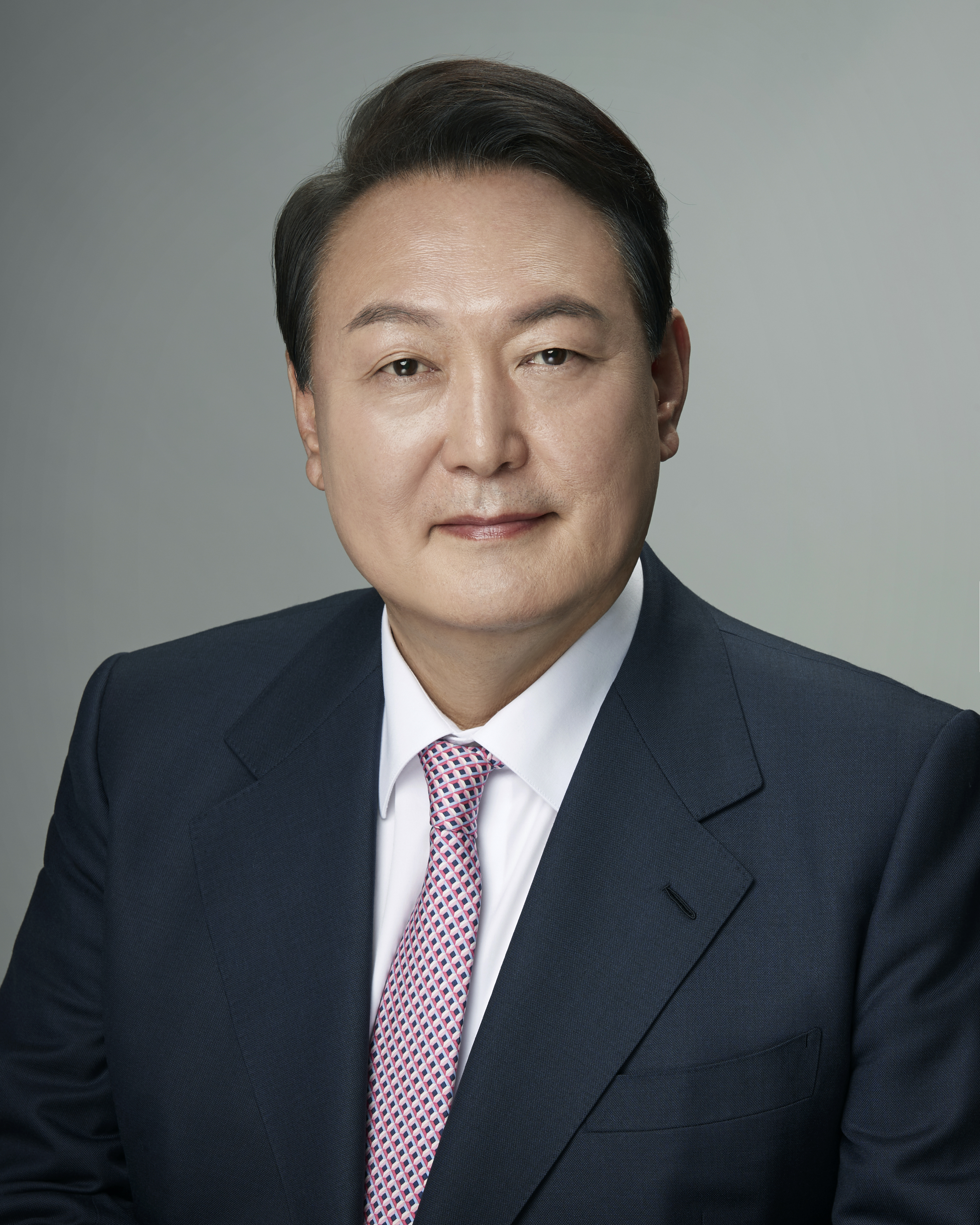
Yoon Suk-yeol

L'élection présidentielle de mars 2022 conduit à une alternance avec la victoire de Yoon Suk-yeol du Pouvoir au peuple, le candidat de l'opposition de droite conservatrice, sur Lee Jae-myung du Parti démocrate au pouvoir, dans un scrutin particulièrement serré entre les deux. Le nouveau président est confronté à une Assemblée nationale dominée par les démocrates, hostile à ses projets, et ne peut ainsi gouverner que par l'utilisation de décrets et de son veto présidentiel, en attendant une victoire espérée aux élections législatives de 2024.
La popularité de Suk-yeol à la présidence s'érode rapidement, il est ainsi confronté à la bousculade d'Halloween à Itaewon, provoquant 150 morts. Les causes d'un tel bilan sont considérés comme des négligences de la part de son gouvernement.
Les élections législatives d'avril 2024 n'arrangent pas cette situation en voyant l'opposition du Parti démocrate conserver sa majorité absolue à l'Assemblée nationale et même son nombre de députés s'accroître. Les choses se sont encore compliquées pour le président, très impopulaire, avec une absence d'accord sur le budget pour 2025 et, à défaut de destitution du président, la mise en cause de membres importants de son entourage, dont la première dame Kim Keon-hee, ainsi que des critiques de ses initiatives contre la liberté de la presse et contre l'opposition. Le président utilise aussi le ministère public pour museler la presse indépendante.

### Tentative d'auto-coup d'État et destitution de Yoon Suk-Yeol

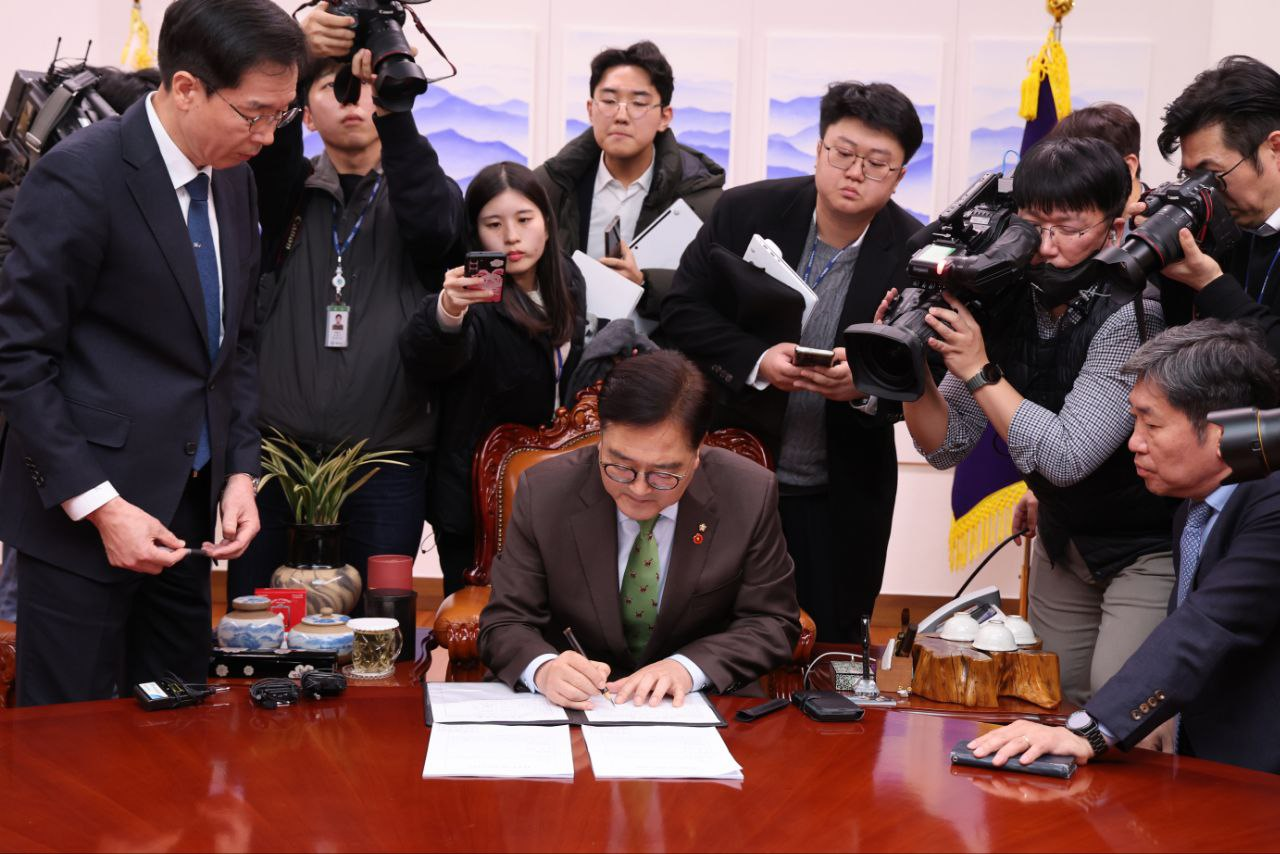
Le président de l'Assemblée nationale signant le procès verbal du vote sur la destitution du président Yoon Suk-yeol.

Le 3 décembre 2024, Yoon Suk-yeol décrète l'instauration de la loi martiale, prétextant qu'elle est nécessaire pour lutter contre les « forces communistes nord-coréennes » qui auraient pris le pouvoir au parlement par le truchement du Parti démocrate. Les activités des partis politiques sont interdites et le bâtiment abritant l'Assemblée nationale est aussitôt placé sous scellés. Les députés de l'opposition démocrate, ainsi que certains du camp présidentiel, réussissent à se réunir dans l'enceinte du parlement et votent le blocage de la loi martiale. Suk-yeol décide sa levée quelques heures plus tard, de nombreuses manifestations ont alors lieu pour demander la destitution du président dont la popularité s'effondre.
Yoon Suk-yeol, est suspendu de la présidence à partir du 14 décembre 2024 par une procédure de destitution. Dans l'attente de la décision de la Cour constitutionnelle, les fonctions présidentielles sont d'abord transférées au Premier ministre Han Duck-soo, jusqu'à la suspension de ce dernier le 27 décembre 2024. Les fonctions sont alors transférées au vice-Premier ministre Choi Sang-mok. Dans une décision du 24 mars 2025, la Cour constitutionnelle annule la destitution de Han Duck-soo qui redevient président par intérim,. Le 4 avril, la Cour destitue Suk-yeol ouvrant la voie à une élection présidentielle sous soixante jours. Pendant cette durée, Han Duck-soo demeure président par intérim.
Après sa suspension, Yoon Suk-yeol refuse par trois fois de se rendre à un interrogatoire, auquel il est convoqué par le bureau d'enquête sur la corruption des hauts-fonctionnaires. Il fait alors l'objet d'un mandat d'arrêt le 31 décembre, une première pour un président sud-coréen en exercice,.
La police tente une première fois de procéder à son arrestation à son domicile le 3 janvier 2025, mais doit y renoncer après avoir été bloquée par les officiers du service de sécurité de la présidence. Ce n'est qu'à la suite d'un assaut de la police contre sa résidence le 15 janvier qu'il se rend, faisant de lui le premier président sud-coréen en exercice à être placé en état d'arrestation,. Le 7 mars 2025, le tribunal du district central de Séoul annule le mandat d'arrêt de Yoon Suk Yeol, sans toutefois mettre immédiatement fin à sa détention, dans le délai d'appel du parquet. Le parquet renonce à faire appel de la décision le lendemain, est Yoon est remis en liberté. Le président reste suspendu de ses fonctions, dans l'attente d'une décision de la Cour constitutionnelle qui doit confirmer ou infirmer le vote de sa destitution par les députés. Le 4 avril 2025, la Cour constitutionnelle valide, à l'unanimité de ses membres, sa destitution, votée le 14 décembre 2024 par l'Assemblée nationale.
Selon le second alinéa de l'article 68 de la Constitution de Corée, une élection présidentielle anticipée doit être organisée dans les soixante jours,. Le 7 avril, le gouvernement annonce que le scrutin se tiendra le 3 juin.

## Système électoral
Le président de la république de Corée est élu au scrutin uninominal majoritaire à un tour pour un mandat de cinq ans non renouvelable. L'élection se tient entre le soixante-dixième et le quarantième jour avant l'expiration du mandat du président sortant. En cas de destitution par la Cour constitutionnelle, l'élection a lieu dans les soixante jours suivants.

## Candidats
La Commission électorale nationale (NEC) ouvre les inscriptions préliminaires des candidats le 4 avril 2025, à la suite de la confirmation de la destitution de Yoon Suk-yeol par la Cour suprême. Les chefs des gouvernements municipaux en fonction qui envisagent de se présenter à la présidence doivent démissionner de leurs fonctions avant le 4 mai.

### Parti démocrate

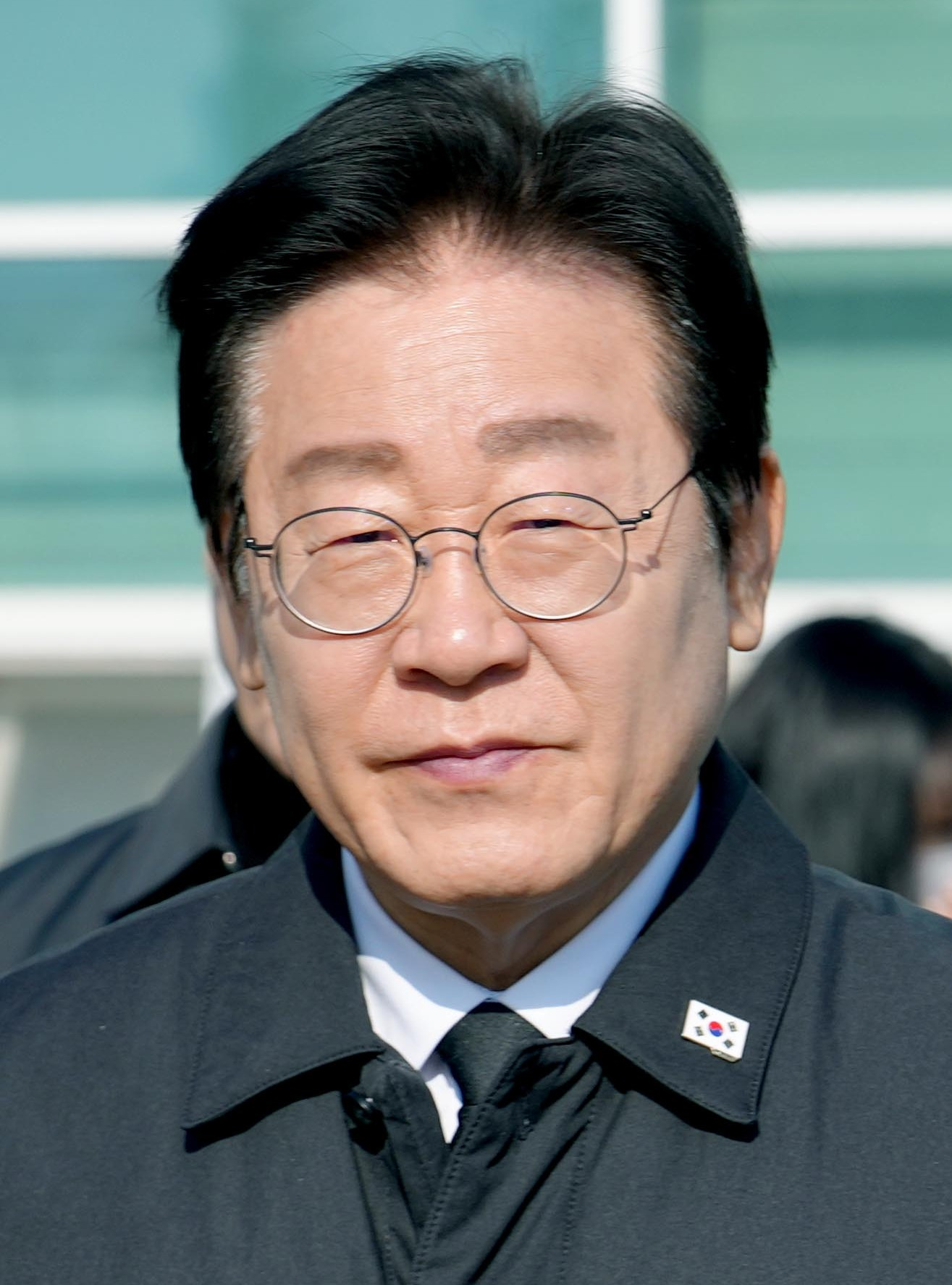
Lee Jae-myung

Le 10 avril, Lee Jae-myung annonce sa candidature, avec pour promesses de campagne de réduire les inégalités économiques et de stimuler la croissance économique par des investissements, tout en espérant renforcer la diplomatie entre la Corée du Sud, les États-Unis et le Japon. Lee promet également de transférer le bureau du président et l'Assemblée nationale à Sejong et d'en faire la capitale administrative du pays, une promesse similaire à celle faite lors de la dernière élection de 2022,. Le 27 avril, le Parti démocrate annonce officiellement la candidature de Lee Jae-myung l'élection présidentielle après sa très large victoire aux primaires du parti, avec prés de 90 % des voix face à deux autres candidats.
Le 9 mai, lors d'une réunion avec les démocrates, le parti Reconstruire la Corée, le Parti progressiste, le Parti social-démocrate et le Parti du revenu de base — tous représentés à l'Assemblée nationale — annoncent soutenir la candidature de Lee Jae-myung pour l'élection présidentielle de juin. À cette occasion, le candidat du Parti progressiste, Kim Jae-yeon, annonce retirer sa candidature.
Le candidat du Parti démocrate est confronté à des problèmes juridiques qui pourraient l'empêcher d'être élu président. En vertu de la loi sur les élections des fonctionnaires, les candidats qui reçoivent plus d'un million de wons d'amende ou qui sont condamnés à une peine de prison ne peuvent pas exercer de fonction publique pendant cinq et dix ans respectivement. Le 23 mars, la Haute Cour de Séoul annule une décision antérieure condamnant Lee à un an de prison avec une mise à l'épreuve de deux ans, ce qui lui permet de se présenter à nouveau à des fonctions publiques. Toutefois, le 2 mai, son éligibilité est remise en question lorsqu'un jugement particulièrement rapide de la Cour suprême annule l'acquittement de la juridiction inférieur et renvoie l'affaire devant la Haute Cour de Séoul pour un nouveau procès. La date du nouveau procès est initialement fixée au 15 mai, mais est ensuite reportée au 18 juin, soit après la date de l'élection,.

## Sondages

Sondages depuis la dernière élection présidentielle en 2022.

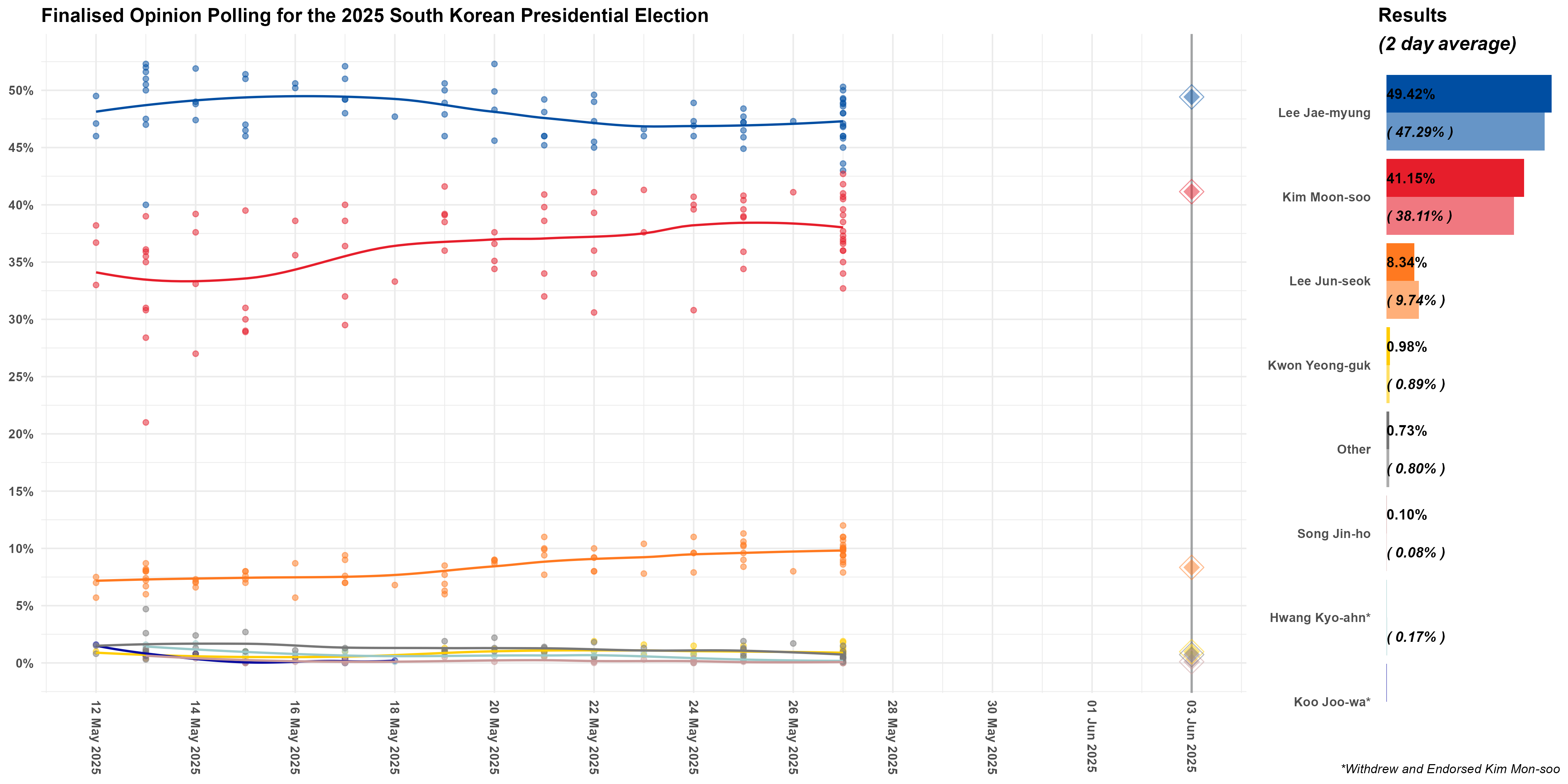
Sondages depuis le début de la campagne électorale.

## Résultats

### Résultats nationaux
| Candidats                | Candidats                | Partis                        | Voix       | %     |
| ------------------------ | ------------------------ | ----------------------------- | ---------- | ----- |
|                          | Lee Jae-myung            | Parti démocrate               | 17 287 513 | 49,42 |
|                          | Kim Moon-soo             | Pouvoir au peuple             | 14 395 639 | 41,15 |
|                          | Lee Jun-seok             | Parti de la réforme           | 2 917 523  | 8,34  |
|                          | Kwon Yeong-guk           | Parti démocratique du travail | 344 150    | 0,98  |
|                          | Song Jin-ho              | Indépendant                   | 35 791     | 0,10  |
|                          |                          |                               |            |       |
| Votes valides            | Votes valides            | Votes valides                 | 34 980 616 | 99,27 |
| Votes blancs et nuls     | Votes blancs et nuls     | Votes blancs et nuls          | 255 881    | 0,73  |
| Total                    | Total                    | Total                         | 35 236 497 | 100   |
| Abstention               | Abstention               | Abstention                    | 9 155 374  | 20,62 |
| Inscrits / participation | Inscrits / participation | Inscrits / participation      | 44 391 871 | 79,38 |

### Résultats par régions
| Région              | Lee Jae-myung | Lee Jae-myung | Kim Moon-soo | Kim Moon-soo | Lee Jun-seok | Lee Jun-seok | Kwon Yeong-guk | Kwon Yeong-guk | Song Jin-ho | Song Jin-ho |  |
| Région              | Voix          | %             | Voix         | %            | Voix         | %            | Voix           | %              | Voix        | %           |  |
| ------------------- | ------------- | ------------- | ------------ | ------------ | ------------ | ------------ | -------------- | -------------- | ----------- | ----------- |  |
| Région              |               |               |              |              |              |              |                |                |             |             |  |
| Séoul               | 3 105 459     | 47,1          | 2 738 405    | 41,6         | 655 346      | 9,9          | 83 900         | 1,3            | 5 998       | 0,1         |  |
| Busan               | 895 213       | 40,1          | 1 146 238    | 51,4         | 168 473      | 7,6          | 18 189         | 0,8            | 2 099       | 0,1         |  |
| Daegu               | 379 130       | 23,02         | 1 103 913    | 67,6         | 135 376      | 8,3          | 12 531         | 0,8            | 1 362       | 0,1         |  |
| Incheon             | 1 044 295     | 51,7          | 776 952      | 38,4         | 176 739      | 8,7          | 20 743         | 1,0            | 2 098       | 0,1         |  |
| Gwangju             | 844 682       | 84,8          | 79 937       | 8,0          | 62 104       | 6,2          | 8 767          | 0,9            | 934         | 0,1         |  |
| Daejeon             | 470 321       | 48,5          | 393 549      | 40,6         | 94 724       | 9,8          | 9 905          | 1,0            | 1 109       | 0,1         |  |
| Ulsan               | 315 820       | 42,5          | 353 180      | 47,6         | 63 177       | 8,5          | 9 299          | 1,3            | 899         | 0,1         |  |
| Sejong              | 140 620       | 55,6          | 83 965       | 33,2         | 25 004       | 9,9          | 2 961          | 1,2            | 235         | 0,1         |  |
| Gyeonggi            | 4 821 148     | 52,2          | 3 504 620    | 38,0         | 816 435      | 8,8          | 84 074         | 0,9            | 8 356       | 0,1         |  |
| Gangwon             | 449 161       | 44,0          | 483 360      | 47,3         | 78 704       | 7,7          | 9 422          | 0,9            | 1 137       | 0,1         |  |
| Chungcheong du Nord | 501 990       | 47,5          | 457 065      | 43,2         | 86 984       | 8,2          | 10 169         | 1,0            | 1 228       | 0,1         |  |
| Chungcheong du Sud  | 661 316       | 47,7          | 600 108      | 43,3         | 111 092      | 8,0          | 12 893         | 0,9            | 1 519       | 0,1         |  |
| Jeolla du Nord      | 1 023 272     | 82,7          | 134 996      | 10,9         | 67 961       | 5,5          | 10 061         | 0,8            | 1 719       | 0,1         |  |
| Jeolla du Sud       | 1 111 941     | 85,9          | 110 624      | 8,5          | 60 822       | 4,7          | 9 352          | 0,7            | 2 104       | 0,2         |  |
| Gyeongsang du Nord  | 442 683       | 25,5          | 1 159 594    | 66,9         | 116 094      | 6,7          | 13 884         | 0,8            | 1 788       | 0,1         |  |
| Gyeongsang du Sud   | 851 733       | 39,4          | 1 123 843    | 52,0         | 161 579      | 7,5          | 21 809         | 1,0            | 2 678       | 0,1         |  |
| Jeju                | 228 729       | 54,8          | 145 290      | 34,8         | 36 909       | 24,8         | 6 191          | 1,5            | 528         | 0,1         |  |
| National            | 17 287 513    | 49,4          | 14 395 639   | 41,2         | 2 917 523    | 8,3          | 344 150        | 1,0            | 35 791      | 0,1         |  |

### Cartes

Résultats de Lee Jae-myung.
Résultats de Kim Moon-soo.
Résultats de Lee Jun-seok.

## Suites
Lee Jae-myung remporte l'élection présidentielle avec 49,42 % des suffrages exprimés, face au candidat conservateur Kim Moon-soo,,.
Du fait du caractère anticipé de son élection, Lee Jae-myung entre en fonction dès la certification des résultats par la commission électorale. Il est ainsi investi président de la république de Corée le 4 juin 2025 à 6 h 21 heure locale, succédant à Lee Ju-ho, qui assure l'intérim, et indirectement à Yoon Suk-yeol, destitué le 4 avril précédent. Conformément au protocole, il se rend peu après au Cimetière national de Séoul.